# کی‌آراس-وان
کی‌آراس-وان (انگلیسی: KRS-One؛ زادهٔ ۲۰ اوت ۱۹۶۵) خواننده رپ، ترانه‌سرا و بازیگر اهل ایالات متحده آمریکا است.